# Чорна Наталія Анатоліївна
Наталія Анатоліївна Чорна (Карпович) (нар. 4 жовтня 1973, Львів) — українська мисткиня, майстер народної вишивки, писанкарства, бісероплетіння. Член Національної спілки майстрів народного мистецтва України з 2004 року.

## Біографія
Народилася 4 жовтня 1973 року у Львові.
1992 року закінчила Львівське училище прикладного мистецтва ім. І. Труша.
1999 року закінчила Львівську академію мистецтв.
Упродовж 1991—1995 років працювала у Національному музеї у Львові. З 1999 по 2001 рік керівником гуртка «Художня вишивка та моделювання українського сучасного костюма» при Центрі творчості дітей та юнацтва Галичини.
Нині працює викладачем Технологічного коледжу Національного університету «Львівська політехніка».Львівська національна академія мистецтв.
Мешкає у Львові.

## Творчість
Учасник обласних, всеукраїнських виставок у Києві, міжнародних — Кракові (Польща, 2005 р.), Стокгольмі (Швеція, 2007 р.), Відні (Австрія, 2018 р.). 2009 року була відзначена як лауреат 4-го Європейського конкурсу народного мистецтва (Ченстохова, Польща).
Основні твори:
- писанки;
- вишивки: доріжки, серветки, рушники, блузки, сорочки чоловічі та дитячі;
- прикраси з бісеру: силянки.

Техніки виконання вишивок: хрестик, зерновий вивід, виколювання, змережування, низинка, гладь, ретязь, мережки та ін.